# Томашпільський район
Томашпі́льський райо́н — колишня адміністративно-територіальна одиниця у південній частині Вінницької області. Площа району становить 88160 га, або 3,4% від території області. Адміністративний центр — смт Томашпіль. Населення становить 32 933 (01.01.2018).

## Географія
Район розташований в південно-західній частині Вінниччини і займає територію 778,5 кв.км.
На території району 34 населених пункти, з яких Томашпіль і Вапнярка є селищами міського типу і розташовані одне від одного на відстані 19 кілометрів.
Район багатий на різні нерудні корисні копалини: вапняк, пісок, глину, які мають місцеве значення.
Ґрунти темно-сірі опідзолені. Майже 8 тис. гектарів займають лісонасадження, в основному листяних порід.

## Історія
Перша письмова згадка про Томашпільський край датується 1616 роком. За іншими даними, поселення існувало раніше, виступаючи в джерелах під назвою Драгушов  (виявлено відповідну згадку, датовану 1459 р.(Розов Володимир. Українські грамоти. Том 1: XIV в. і перша половина XV в. — К., 1928.- С.171-172))
У другій половині сімнадцятого століття жителі району брали участь у визвольній війні 1648–1654 рр. Після Андрусівського перемир'я Томашпіль залишався під владою Польщі, а в 1672 році був загарбаний турками, зруйнований, більшість його жителів забрали в неволю.
У 1873 році поміщики збудували в Томашполі цукровий завод, яким було започатковано промисловість краю. У Першу світову війну місцевість окупували австро-німецькі війська, яким відчайдушний опір чинив партизанський загін Ф. Ю. Криворучка.
У 1923 році Томашпіль стає районним центром новоствореного однойменного району.
У період Другої світової війни район був захоплений німецько-фашистськими загарбниками. У східній частині селища Томашпіль фашисти влаштували гетто, розстріляли багато мирних жителів. Окупанти зруйнували цукровий завод, усі школи, не працював жоден медичний заклад. 16 березня 1944 року район був звільнений з-під неволі фашистських окупантів.
Після кількох адміністративно-територіальних змін в 1966 році Томашпіль знову стає районним центром.

## Адміністративний устрій
Район адміністративно-територіально поділяється на 2 селищні ради та 22 сільські ради, які об'єднують 39 населених пунктів та підпорядковані Томашпільській районній раді. Адміністративний центр — смт Томашпіль. Районна рада — 34 депутати.

## Населення
На території району проживає 36 972 осіб сільського населення — 23 343 осіб та міського — 13 629 осіб. У національному складі переважають українці (98,5%). Середня тривалість життя населення — 68 років (чоловіків — 63, жінок — 74).
Станом на 31.12.2006р зареєстровано 1565 чол. безробітних. Кількість пенсіонерів становить 12 986 чоловік. За минулий рік на території району смертність перевищила народжуваність у 2,16 раза.
Структура управління та адміністративно-територіальний поділ

## Економіка

### Промисловий комплекс
На сьогодні в районі працює ряд потужних підприємств. Зокрема: ТОВ «Вапнярський елеватор», ВАТ «Вапнярський молокозавод», ЗАТ «Томашпіль-цукор», СТ «Томашпільхліб». Промисловими підприємствами району за 2006 рік виготовлено продукції на суму 101,5 млн грн.
В структурі обсягів реалізованої промислової продукції вся частка (100,0%) припадає на обробну промисловість, з неї 100,0% — на харчову промисловість та перероблення с/г продуктів.

### Сільське господарство
На даний час у Томашпільському районі в сфері сільськогосподарського виробництва створено і функціонує 4 товариства з обмеженою відповідальністю (ТОВ), 6 сільськогосподарських товариств з обмеженою відповідальністю (СТОВ), одне агроформування ТОВ "Агрокомплекс «Зелена долина» в яке входить 8 агроформувань, 2 приватних сільськогосподарських підприємства, ТОВ «Зернопродукт липівка»
с. Липівка в склад якої входить 3 відділи і 2 філії ЗАТ ПК «Поділля». Крім цього діють 31 селянських (фермерських) господарств, які мають у користуванні 3105 га землі.
Площа сільськогосподарських угідь району за всіма категоріями власників та землекористувачів становить 61 тис. гектарів, з них орної землі — 55,0 тис.га., пасовища — 4,7 тис.га., сіножаті — до 1 тис.га та сади — до 1тис. га.
У районі вирощують озимі та ярі культури. Із них озима пшениця, озиме жито, озимий ячмінь, озимий ріпак, яра пшениця, ярий ячмінь, горох, кукурудза, цукровий буряк, гречка, соя, лікарські рослини (розторопша), гірчиця, однорічні та багаторічні трави.
У районі працює 3 насіньгоспи з вирощування репродукційного насіння, а також філія компанії «Райз» з правом реалізації якісного насіння, засобів захисту і мінеральних добрив. Насіньгоспи району співпрацюють з Миронівським інститутом пшениць, Одеським селекційно-генетичним інститутом, Українським інститутом кормів, Інститутом фізіології рослин м. Київ, Уладово-Люлинецькою дослідною станцією, фірмою «Райз», «КВС» та іншими.
На сьогодні в районі існує 7 племінних господарств з розведення сільськогосподарських тварин.
У тому числі:
- з розведення ВРХ: ПСП «Перемога» с. Високе; СТОВ «Яланецьке» с. Яланець; репродуктивна ферма с. Гнатків ПСП «Гнатківське». Окрім того, стосовно "Агрокомплексу «Зелена долина»: Агроформування «Гнатківське» с. Гнатків; Агроформування "Племзавод «Вила» с. Вила.
- з розведення свиней: СТОВ «Липівка» с. Липівка.
- з розведення гусей: Томашпільська інкубаторна птахівнича станція.

З метою захисту прав сільгоспвиробників в районі створено сільськогосподарський обслуговуючий кооператив Томашпільський районний агропромисловий торговий дім «Надія». Кооперативом організовано збір молока в 11 селах району, працюють 6 холодильних установок, які охолоджують та очищають молоко. Молоко заготовлюється від 450 молокоздатчиків, 300 з яких є членами кооперативу. В зимовий період кількість заготовленого молока становить близько 4,5 т за день, або 140 т за місяць. Члени кооперативу отримують за здане молоко по 1,35 грн. + 100% за жирність; за пільговими цінами розвезено 20 тонн макухи, 10 тонн сухого жому. Завдяки організації торгового дому «Надія» були створені нові робочі місця, що дало можливість працевлаштувати 19 осіб.

### Будівництво
У районі нараховується 5 організацій, що виконують будівельно-монтажні, ремонтні і шляхові роботи. Зокрема, будівельно-монтажний поїзд № 687 ст. Вапнярка, Томашпільська філія ЗАТ «РБУ-6» м. Тульчин, Томашпільська районна шляхова ремонтно-будівельна дільниця, Томашпільське управління газового господарства, Тульчинське БМУ з газифікації ВАТ «Вінницягаз», приватне виробничо-комерційне підприємство (ПВКП) «Будівельник» м. Тульчин.
Основними замовниками будівництва є підприємницькі структури та населення району.
У травні 2006 року працювало дві підрядних організації (БМП N 687 та філія «Томашпільський райавтодор») — з державною формою власності.

## Транспортно-комунікаційна мережа
Адміністративно-господарчий та культурний центр смт Томашпіль розташований за 98 км від обласного центру — м. Вінниці. Територію району перетинає залізнична колія з можливістю експлуатації електротяги. Загальна довжина залізничних колій в межах району становить 53 км. Залізничний вузол станція Вапнярка.
Основними автотранспортними шляхами є дороги обласного значення: Р08, Т 0212, Т 0220 та Т 0233 (Вапнярка — Крижопіль, Томашпіль — Вінниця). Довжина всіх автомобільних доріг району становить 321 км, в тому числі 280 км, або 87 % з твердим покриттям.
Електрозабезпечення району промисловим струмом здійснюється за допомогою трьох ліній 110 КВ, шести ліній 35 КВ, 32-х ліній 10 КВ та 470 ліній 0,4 КВ.
Газифікація споживачів району забезпечена двома газопроводами високого тиску (75 атм., діам. 426—325 мм) Тульчин — Томашпіль довжиною 48 км та ГРС Томашпіль — Вапнярка довжиною 22 км, які будувалися з розрахунку потреби в газі в обсязі річного споживання 161,75 млн м³. Також нині будується газопровід Томашпіль ГРС — Яланець довжиною 26 км діаметром 325 мм високого тиску.

## Соціально-культурна сфера
В районі функціонує 24 загальноосвітні школи, в яких навчається 4550 учнів та 21 дитяча дошкільна установа, де виховується 785 дітей. Працює 1 дитяча юнацько-спортивна школа та районний будинок дитячої творчості, Томашпільська та Вапнярська музичні школи в яких навчається 230 учнів.
Середню спеціальну освіту надає Комаргородський аграрний ліцей з підготовки трактористів-машиністів, електрогазозварників, кулінарів, плодоовочівників, бухгалтерів.
Медичне обслуговування населення району здійснюють центральна районна лікарня, Вапнярська міська лікарня, Вапнярська залізнична лікарня, три лікарських амбулаторії та Рожнятівська амбулаторія сімейної медицини, 20 фельдшерсько-акушерських пунктів та три фельдшерські пункти. Мережа лікарняних закладів району нараховує 190 ліжок стаціонару та 56 ліжок денного стаціонару. Район обслуговують 79 лікарі та 276 середніх середніх медпрацівників.
На території району знаходиться обласний Антопільський будинок-інтернат для психохроніків на 120 місць та Рожнятівська психлікарня. У 2006 році відкрито денне відділення трудової, професійної та соціально-психологічної реабілітації для дітей-інвалідів Томашпільського територіального центру з обслуговування одиноких непрацездатних громадян.
Мережа закладів культури нараховує 28 клубів, 30 бібліотек, працює 5 народних колективів. Функціонує центральна районна бібліотека та районна бібліотека для дітей. В районі працюють три музеї: музей Двічі Героя Радянського Союзу І. Д. Черняхівського (Вапнярська ЗОШ І-ІІІ ступенів № 1, с. Вербова), музей історії села (с. Яланець).
Для занять фізичною культурою і спортом в районі функціонує два спортивних комплекси, 23 спортивних зали, три стадіони.

### Пам'ятки
Серед культурно-історичних пам'яток привертають увагу палаци князів Четвертинських в селах Антопіль та Комаргород, парк графині Бенет заснований в кінці XIX в с. Олександрівка, комплекс Миколаївської церкви XVIII–XIX ст. в селі Стіна та козацьке кладовище на Замковій горі.
Антопільський парк XVIII ст. побудований в ландшафтному стилі, площа 27 гектарів. На підвищеному місці, посеред великої галявини, знаходиться палац. Вся територія обнесена муром.
Як і Антопільський парк, в минулому він належав князям Четвертинським. Його площа становить 2,5 гектара. Основні насадження датуються XIX ст. Тоді ж було споруджено палац, нині навчальний корпус аграрного ліцею.
Олександрівський парк знаходиться за 10 кілометрів від райцентру Томашпіль, площа 11,3 гектара. Є два ставки і фруктовий сад, закладений в кінці XIX ст. Парк відзначається майстерним добором деревно-чагарникових порід із місцевих та екзотичних видів.
Комплекс Миколаївської церкви XVIII–XIX ст. В селі Стіна є однією з найбільших принад Томашпільського району, а в поєднанні з незвичайним рельєфом переносить відвідувача в середньовічну Україну і зближує з матінкою-природою.
Окрім цього район славиться своїми церквами в селах Марківка, Липівка, Колоденка та інших, що досить сильно підкреслюють колорит і звичаї жителів Томашпільського краю.

## Релігійна ситуація
В районі зареєстровані та діють 45 релігійних громад. З них: Української православної церкви Московського патріархату — 27, Української православної церкви Київського патріархату — 1, Римо-католицької — 4, Євангелістів християн-баптистів — 7, Адвентистів сьомого дня — 2, Християн віри Євангельської п'ятидесятників «Світло» — 1, Прогресивного юдаїзму — 1, Свідки Єгови — 1, Об'єднання юдейських релігійних громад — 1.

## Політика
25 травня 2014 року відбулися Президентські вибори України. У межах Томашпільського району були створені 34 виборчі дільниці. Явка на виборах складала — 66,80% (проголосували 18 298 із 27 394 виборців). Найбільшу кількість голосів отримав Петро Порошенко — 67,03% (12 265 виборців); Юлія Тимошенко — 16,06% (2 939 виборців), Олег Ляшко — 6,39% (1 169 виборців), Анатолій Гриценко — 3,64% (666 виборців). Решта кандидатів набрали меншу кількість голосів. Кількість недійсних або зіпсованих бюлетенів — 0,98%.

## Персоналії
- Височанський Олександр Григорович — український поет, сатирик-гуморист.
- Конверський Анатолій Євгенович - український філософ, академік НАН України, д.ф.н., проф., декан філософського факультету Київського національного університету імені Тараса Шевченка.
- Мельник Микола Євтихійович - український політик, народний депутат України І та IV скликань, голова Вінницько облради (0.07.1994-06.1996) та Вінницької облдержадміністрації(10.07.1995-18.06.1996).